# Le Vigen
Le Vigen é uma comuna francesa na região administrativa da Nova Aquitânia, no departamento de Alto Vienne. Estende-se por uma área de 29,51 km². Em 2010 a comuna tinha 2 240 habitantes (densidade: 75,9 hab./km²).